# والتر روتمان
والتر روتمان (آلمانی: Walter Ruttmann؛ ۲۸ دسامبر ۱۸۸۷ – ۱۵ ژوئیهٔ ۱۹۴۱) کارگردان آلمانی بود. فعالیت وی در فیلم‌سازی از اوایل دههٔ ۱۹۲۰ میلادی آغاز شد.
روتمان در فرانکفورت زاده شد و معماری و نقاشی خواند و به کار طراحی گرافیک مشغول شد. وی در کنار هانس ریشتر، وایکینگ اگلینگ و اسکار فیشینگر یکی از پیشروان فیلم تجربی در آلمان بود.

## گزیده فیلم‌شناسی
- برلین: سمفونی یک شهر بزرگ (۱۹۲۷)
- ملودی جهان (۱۹۲۹)
- فولاد (۱۹۳۳)